# Orange County Soccer Club
L'Orange County Soccer Club è stato un club calcistico statunitense con sede nella contea di Orange (California). 

## Storia
Il club fu attivo negli anni '60. Nel 1966 vinse la Continental League, torneo che coinvolse le più forti squadre della California meridionale.
Il club raggiunse la finale della National Challenge Cup nel 1966 e 1967, perdendole entrambe, la prima contro gli Ukrainian Nationals e la seconda contro i N.Y. Greek American.

## Palmarès

### Competizioni statali
- Continental League: 1

1966

### Altri piazzamenti
- U.S. Open Cup:

Finalista: 1966, 1967